# Томский вестник
«Томский вестник» — ежедневная газета, география распространения — г. Томск и Томская область, издавалась с 5-го июня 1990 по 31 декабря 2012 года.
«Томский вестник» был неоднократным обладателем региональных и всероссийских наград, в том числе первого места в номинации «Общественно-политическая республиканская, краевая, областная газета» по итогам Х фестиваля СМИ «Вся Россия-2005».
Формат — А2 (вторник, четверг, суббота), А3 (среда, пятница), объём — 4 или 8 полос (вторник, четверг, суббота), 16 или 24 полосы (среда, пятница). Тираж 18 тыс. экземпляров, тираж пятничного выпуска «День добрый» — 18 750.
Генеральный директор ИД «Томский вестник» Владимир Бендерский, главный редактор ИД «Томский вестник» Светлана Шерстобоева (до объединения в 2010 году в медиахолдинг «Томские новости», где руководитель Алексей Трофимов, а главным редактором был Александр Краснопёров).